# Palicourea subalatoides
Palicourea subalatoides är en måreväxtart som beskrevs av Charlotte M. Taylor. Palicourea subalatoides ingår i släktet Palicourea och familjen måreväxter. IUCN kategoriserar arten globalt som nära hotad. Inga underarter finns listade i Catalogue of Life.